# Вернер XX фон дер Шуленбург
Вернер XX фон дер Шуленбург (на немски: Werner XX Graf fon der Schulenburg; * 1577; † 1654) е граф от „Бялата линия“ на благородническия род фон дер Шуленбург.

## Произход и наследство
Той е син (от 14 деца) на граф Антон II фон дер Шуленбург (1535 – 1593) и съпругата му графиня Рикса фон дер Шуленбург († 1593) от „Черната линия“, внучка на граф Йоахим I фон дер Шуленбург († 1549), дъщеря на Ханс VII фон дер Шуленбург († сл. 1555) и Анна фон Пен. Потомък е на рицар Вернер II фон дер Шуленбург († сл. 1304). Роднина е на Дитрих II († 1393), княжески епископ на Бранденбург (1366 – 1393), и на Кристоф фон дер Шуленбург (1513 – 1580), последният католически епископ на Ратцебург (1550 – 1554).
През 14 век синовете на Вернер II фон дер Шуленбург разделят фамилията в Алтмарк на две линии, рицар Дитрих II (1304 – 1340) основава „Черната линия“, по-малкият му брат рицар Бернхард I († сл. 1340) „Бялата линия“. Днес родът е от 22. генерация.

## Фамилия
Вернер XX фон дер Шуленбург се жени за Либехен фон Велтхайм. Те имат осем деца:
- Антон фон дер Шуленбург (* 23 февруари 1611, Ангерн; † 5 август 1641, Хилдесхайм)
- Агнес фон дер Шуленбург (1612 – 1669), омъжена I. за Херман Балцер фон Кламер, II. за Георг Ернст фон Вурмб, III: за Фридрих Шенк фон Винтерщет
- Херман Дитрих фон дер Шуленбург (1613 – 1641)
- Анна София фон дер Шуленбург (1614 – 1615)
- Либиха фон дер Шуленбург (* 1615), омъжена за Йохан Фридрих фон Бер
- Сабина фон дер Шуленбург (* 1616)
- Рикса фон дер Шуленбург (* 1617), омъжена за Балцер фон Калебуц
- Кристоф Якоб фон дер Шуленбург (1618 – 1625)